# Angelus Benedictus Xaverius Angillis
Angelus Benedictus Xaverius Angillis, ook aangeduid als Ange Angillis (Menen, 3 oktober 1776 - Brussel, 30 januari 1844) was een Zuid-Nederlands koopman, notaris en politicus. Hij was lid van de Nederlandse Tweede Kamer, Belgisch volksvertegenwoordiger en burgemeester van Rumbeke.

## Biografie
Ange Benedictus Xaverius Angillis was de zoon van Charles en Marie-Louise, gravin de Marsaut de Mondragon. Hij was eerst met Marie Jeanne Ghekiere gehuwd en na haar dood met Sophia Vandemaele uit Roeselare. Van beroep was hij notaris en handelaar.
Op 14 augustus 1815 vertegenwoordigde hij het Leiedepartement, arrondissement Kortrijk als grondwetsnotabele. In 1819 werd hij verkozen in de Tweede Kamer, waar hij buiten een zeer korte tussenpoos van een maand in 1825 lid van zou blijven tot de Belgische Revolutie in 1830. Angillis was ridder in de Orde van de Nederlandsche Leeuw. Na de Belgische Revolutie werd hij in 1831 verkozen tot liberaal volksvertegenwoordiger voor het arrondissement Kortrijk en bleef dit tot in 1834. In 1837 werd hij opnieuw volksvertegenwoordiger en vervulde het mandaat tot aan zijn dood.
Angillis was tweemaal burgemeester van Rumbeke. In april 1819 nam hij voor de eerste keer het ambt waar, maar in 1825 werd hij door graaf François de Thiennes vervangen. In 1836 werd hij opnieuw in de gemeenteraad verkozen en werd hij meteen burgemeester. Hij bleef het ambt uitoefenen tot aan zijn dood. Hij werd opgevolgd door Alexander Rodenbach.
In 1963 werd in Rumbeke de Ange Angillisstraat naar hem genoemd.
Zijn zoon heette eveneens Ange Angillis.